# Kosowo na Zimowych Igrzyskach Olimpijskich Młodzieży 2020
Kosowo na Zimowych Igrzyskach Olimpijskich Młodzieży 2020 – reprezentacja Kosowa na Zimowych Igrzyskach Olimpijskich Młodzieży 2020.
W składzie Kosowa znalazło się 2 sportowców uprawiających narciarstwo alpejskie – 1 mężczyzna (Drin Kokaj) i 1 kobieta (Era Shala). Kokaj był chorążym reprezentacji podczas ceremonii otwarcia igrzysk. Shala podczas treningu dzień przed pierwszym startem na Zimowych Igrzyskach Olimpijskich Młodzieży 2020 złamała nogę i ostatecznie nie wystąpiła w żadnej konkurencji. Z kolei Kokaj w obu swych startach (slalom oraz slalom gigant) został zdyskwalifikowany w pierwszych przejazdach i nie został sklasyfikowany.
Występ w Lozannie był debiutem Kosowa w zimowych igrzyskach olimpijskich młodzieży.

## Skład reprezentacji

### Narciarstwo alpejskie

#### Kobiety
| Konkurencja | Zawodniczka | Przejazd 1 | Przejazd 1 | Przejazd 2 | Przejazd 2 | Czas łączny | Miejsce |
| Konkurencja | Zawodniczka | Czas       | Miejsce    | Czas       | Miejsce    | Czas łączny | Miejsce |
| ----------- | ----------- | ---------- | ---------- | ---------- | ---------- | ----------- | ------- |
| Slalom      | Era Shala   | DNS        | DNS        | NQ         | NQ         | –           | –       |

#### Mężczyźni
| Konkurencja   | Zawodnik   | Przejazd 1 | Przejazd 1 | Przejazd 2 | Przejazd 2 | Czas łączny | Miejsce |
| Konkurencja   | Zawodnik   | Czas       | Miejsce    | Czas       | Miejsce    | Czas łączny | Miejsce |
| ------------- | ---------- | ---------- | ---------- | ---------- | ---------- | ----------- | ------- |
| Slalom        | Drin Kokaj | DSQ        | DSQ        | NQ         | NQ         | –           | –       |
| Slalom gigant | Drin Kokaj | DSQ        | DSQ        | NQ         | NQ         | –           | –       |